# فرانز مارتينيلي
فرانز مارتينيلي (بالألمانية: Franz Martinelli)‏ هو مهندس معماري نمساوي، ولد في 1651 في بحيرة كومو في إيطاليا، وتوفي في 28 أكتوبر 1708 في فيينا في النمسا.